# Germaine Mozel Sims
Germaine Mozel Sims est une actrice américaine. 

## Filmographie
- 2006 : Sekai Gyoten News (série TV) : Un parent
- 2007 : Journeyman (série TV) : Une serveuse
- 2007 : Les Cerfs-volants de Kaboul : College Graduating Senior (non créditée)
- 2007 : Das Traumschiff (série TV) : Une touriste
- 2008 : Operation Repo (série TV) : Bridesmaid
- 2009 : She Wasn't Last Night : Natasha
- 2009 : Community (série TV) : Etudiant (non créditée)
- 2009 : Grey's Anatomy (série TV) : Visiteur (non créditée)
- 2009 : Private Practice (série TV) : Patient / Docteur
- 2010 : The Space Between : Une passagère (non créditée)
- 2011 : The Lie (en) de Joshua Leonard : Diner